# 馬爾基夫齊 (博布羅維齊亞區)
50°43′46″N 31°15′3″E / 50.72944°N 31.25083°E

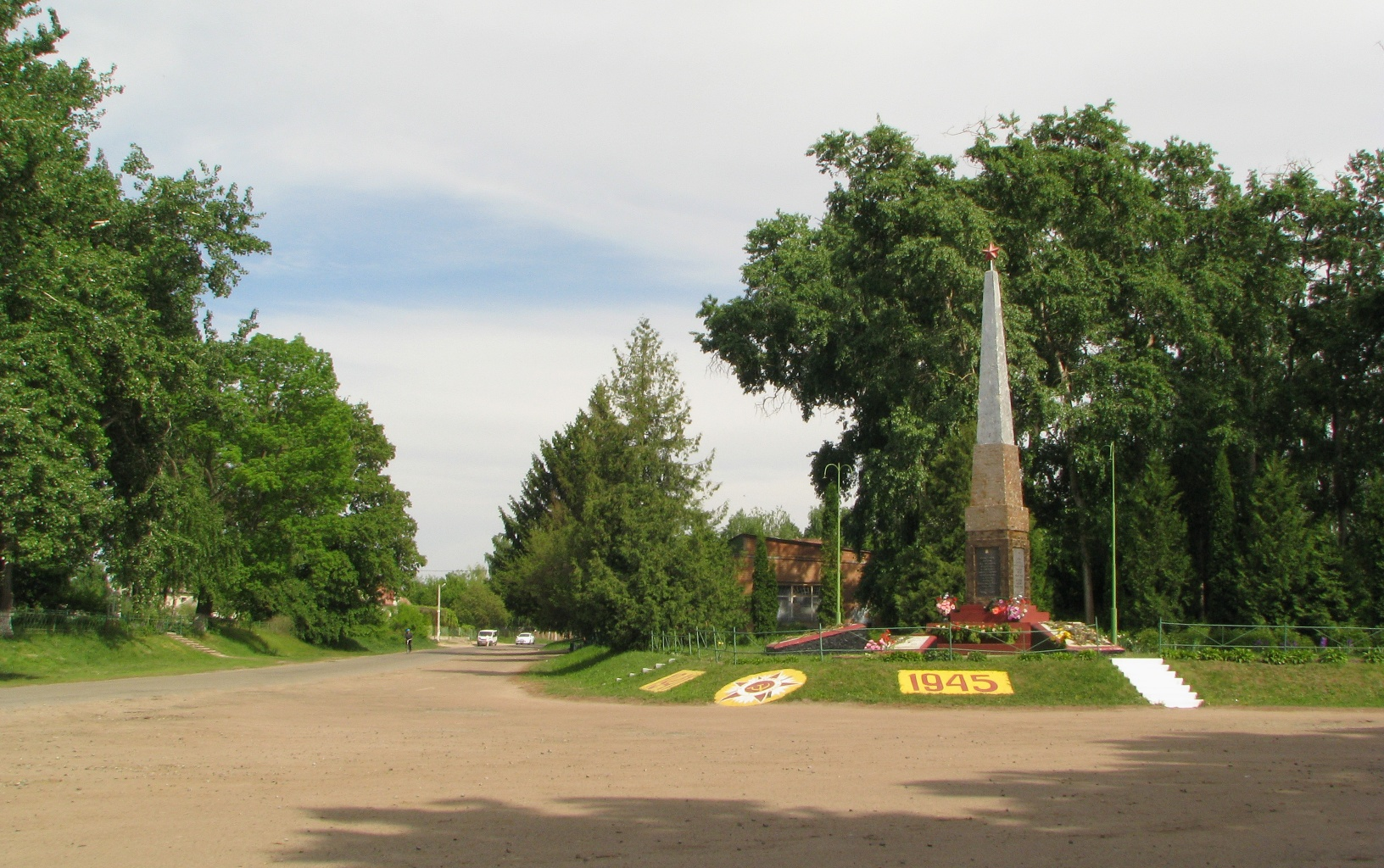

馬爾基夫齊（烏克蘭語：Марківці）是位於烏克蘭北部切爾尼戈夫州裏尼任區的村莊，始建於1720年，面積5.5平方公里，海拔高度117米，2025年人口1,000，人口密度每平方公里223人。